# Rugby a 15 nel 1921

## Attività internazionale
Sistema di punteggio: meta = 3 punti, Trasformazione=2 punti. Punizione e calcio da mark= 3 punti. drop = 4 punti. 

### Tornei per nazioni
|  | Cinque nazioni | Inghilterra |

### Tour
- Sud Africa in Australia e Nuova Zelanda:

Tra giugno e settembre gli ”Springboks” si recano in tour in Australia e Nuova Zelanda: è il primo contatto tra tutte e tre le tre nazioni dell'Emisfero Australe.
Tre successi contro l'Australia (selezione organizzata dalla union del New South Wales) per 25-10, 16-11 e 28-9.
Con la Nuova Zelanda la serie finisce in parità: una vittoria per 13-5 , una sconfitta per 5-9  ed un insolito pareggio per 0-0 
.

| Sydney 25 gennaio 1921 | Australia (NSW) | 10 – 25 | Sudafrica XV | R.A.S. |

| Sydney 27 gennaio 1921 | Australia (NSW) | 11 – 16 | Sudafrica XV | R.A.S. |

| Sydney 2 luglio 1921 | Australia (NSW) | 9 – 28 | Sudafrica XV | University |

| Dunedin 13 agosto 1921 | Nuova Zelanda | 5 – 13 | Sudafrica | Carisbrook |

| Auckland 27 agosto 1921 | Nuova Zelanda | 9 – 5 | Sudafrica | Eden Park |

| Wellington 17 settembre 1921 | Nuova Zelanda | 0 – 0 | Sudafrica | Athletic Ground |

- Nuovo Galles del Sud in Nuova Zelanda:
- La selezione del Nuovo Galles del Sud si reca a settembre in tour in Nuova Zelanda. Poiché all'epoca non esisteva più la "Rugby Union" del Queensland, talvolta si considera tale selezione come la nazionale australiana. Nell'unico incontro contro le riserve gli All Blacks [collegamento interrotto], vincono 0-17. (I titolari vennero risparmiati essendo in corso anche il tour del Sudafrica

| Christchurch 3 settembre 1921                                                                        | Nuova Zelanda XV | 0 – 17                                                             | Australia (NSW) | Lancaster Park |
| \| \| \| \| \| \| Marcatori \| mete: Carr, Raymond Smith, Walkertrasf.: c.p.: Loudon Drop: Loudon \| |                  |                                                                    |                 |                |
| |                  |                                                                    |                 |                |
| | Marcatori        | mete: Carr, Raymond Smith, Walkertrasf.: c.p.: Loudon Drop: Loudon |                 |                |

## Barbarians
Il club ad inviti dei Barbarians disputa i seguenti incontri:
| Penarth 25 marzo 1921 | Penarth RFC | 10 – 10 | Barbarians |  |

| Cardiff 26 marzo 1921 | Cardiff RFC | 5 – 10 | Barbarians | (Arms Park) |

| Swansea 28 marzo 1921 | Swansea RFC | 11 – 3 | Barbarians | (Saint Helen's) |

| Neath 29 marzo 1921 | Neath RFC | 12 – 10 | Barbarians | The Gnoll |

| Northampton 10 febbraio 1921 | East Midlands | 14 – 19 | Barbarians |  |

| Leicester 27 dicembre 1921 | Leicester Tigers | 28 – 10 | Barbarians | (Welford Road) |

## Campionati nazionali
| Argentina         | Camp. di Buenos Aires | Belgrano                     |
| Francia           | Campionato            | US Perpignan                 |
| N. Galles del Sud | Shute Shield          | Eastern Suburbs              |
| Nuova Zelanda     | Ranfurly Shield       | Southland detentore 1920-21  |
|                   |                       | Wellington detentore 1921-22 |
| Romania           | Campionato            | TC Roman                     |